# James G. Simmonds
James Gordon Simmonds (Washington, D.C., 1935) é um engenheiro estadunidense.
Engenheiro aeronáutico pelo Instituto de Tecnologia de Massachusetts (1958), onde obteve o doutorado em matemática aplicada (1965), orientado por Eric Reissner. Professor da Universidade da Virgínia.

## Livros
- Simmonds, J.G.: A Brief on Tensor Analysis
- Simmonds, J.G. e Mann, J.E. Jr.: A First Look at Perturbation Theory
- Libai, A. e Simmonds, J.G.: The Nonlinear Theory of Elastic Shells